# Sierra Morones
La Sierra de Morones es una alineación montañosa perteneciente a la Sierra Madre Occidental ubicada al sur del estado de Zacatecas que va de sur a norte en el citado estado de México. Mide aproximadamente 95 km de longitud y su pico más alto es el cerro del Mixton con 2560 m s. n. m., hace división entre el río Juchipila al este, el río Bolaños al oeste y el río Colotlan al noroeste.
La flora de esta sierra se caracteriza por tener árboles endémicos como el pino azul gigante (Pinus maximartinezii). También tiene otras variedades de pino, encino y mezquite. En estos ecosistemas abundan mamíferos como la rata, el conejo y el Venado cola blanca; abundan reptiles como el Camaleón y la lagartija y aves como el pato, el búho y el águila.
La especie de pino Pinus maximartinezii, descubierta por el botánico mexicano Jerzy Rzedowski es endémica a la Sierra de Morones, como se apuntó arriba, y se encuentra confinada en un área relativamente pequeña de alrededor de 400 hectáreas, que son parte de un bosque privado. Este árbol piñonero, también conocido como el "piñón de Martínez", es uno de los más raros de México. La especie aparece en la Lista Roja de Especies Amenazadas y se considera que está en peligro de extinción.

## Orígenes
Según las investigaciones geológicas, la sierra de Morones surgió durante el Mesozoico tardío a causa de la presión de la Placa de cocos en la Placa norteamericana.

## Poblaciones
En la sierra Morones y sus alrededores se encuentran las poblaciones de Teul de Gonzalez Ortega, Momax, Tlaltenango de Sanchez Roman,Tepechitlan y El Plateado de Joaquín Amaro.

## Galería

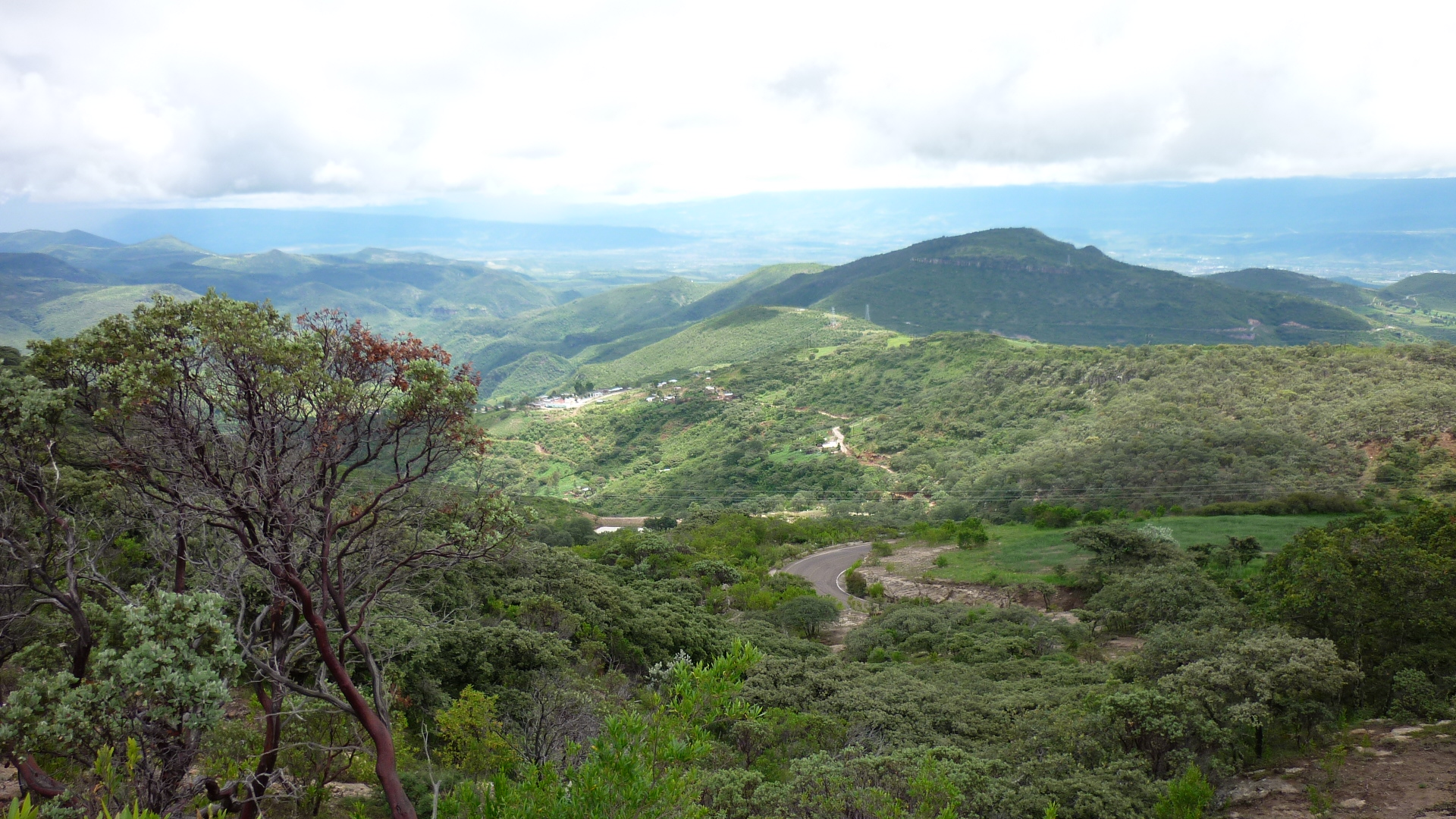
Vista panorámica desde la sierra
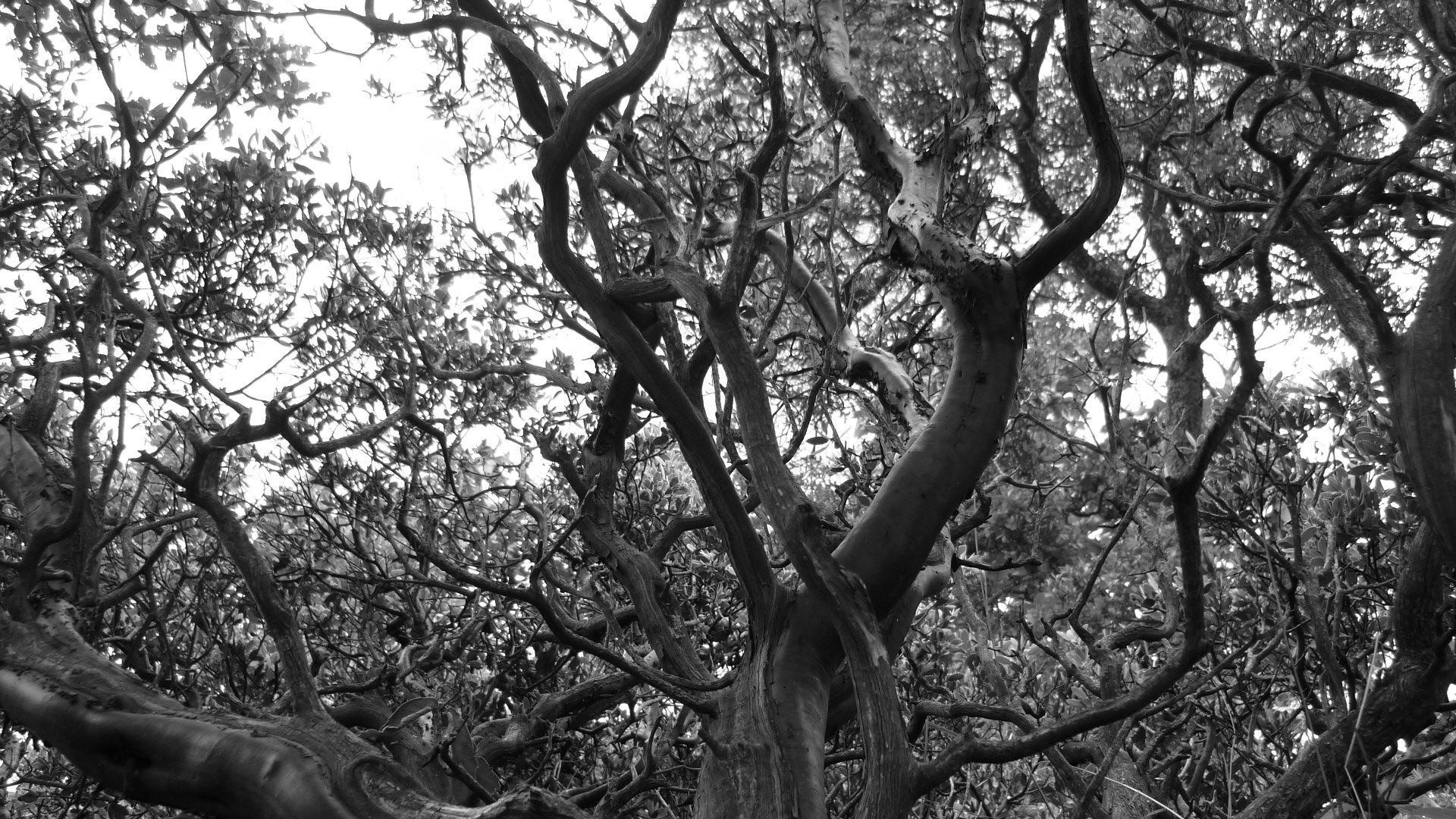
Un árbol endémico del lugar
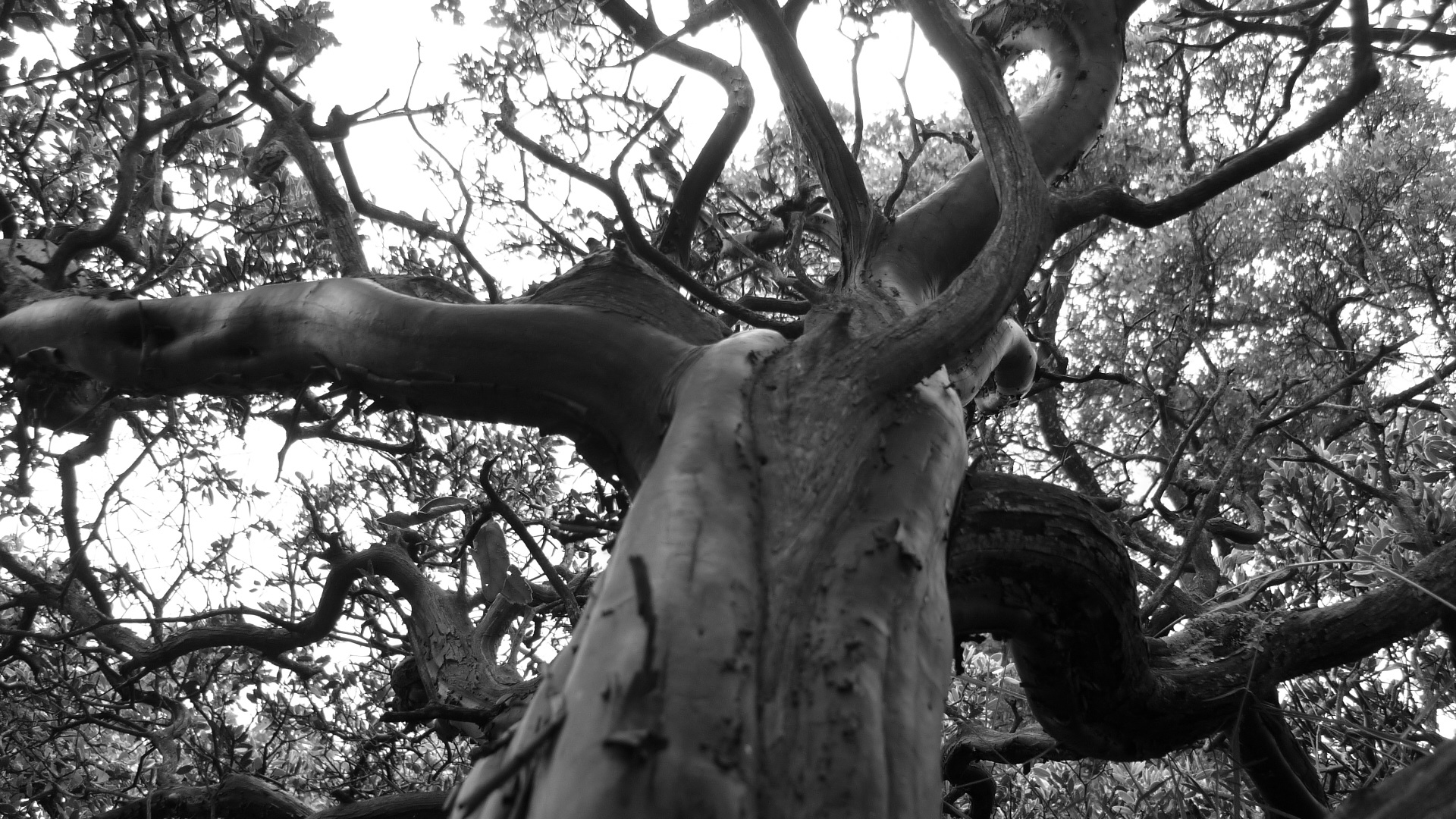
Un árbol endémico del lugar
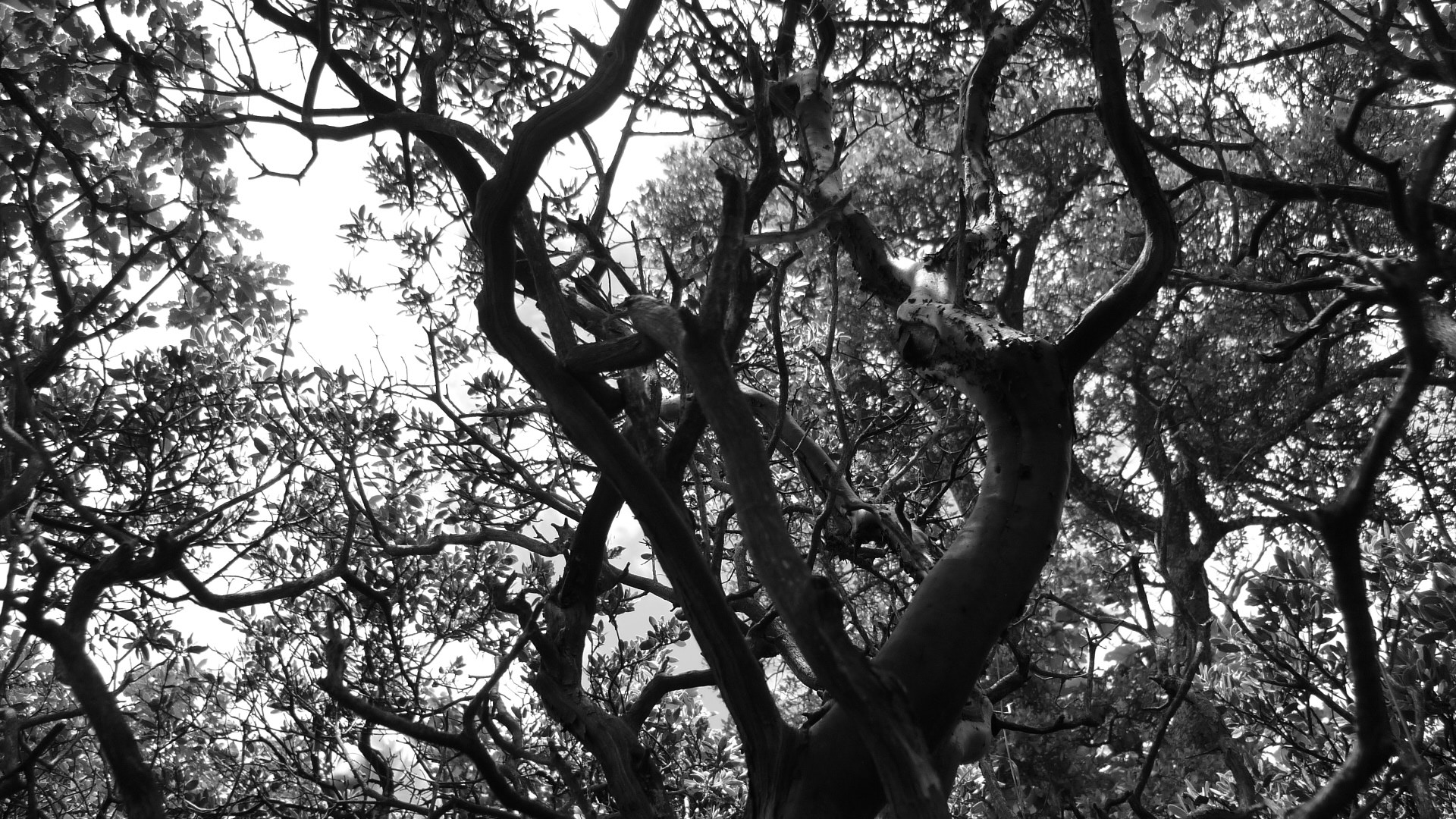
Un árbol endémico del lugar